# ¿A quién te llevarías a una isla desierta?
¿A quién te llevarías a una isla desierta? ('Wie neem je mee naar een onbewoond eiland') is een Spaanse dramafilm uit 2019 onder regie van Jota Linares. De film kwam op 12 april 2019 beschikbaar op Netflix.

## Verhaal
Eze, Marcos, Celeste en Marta zijn vier huisgenoten die acht jaar een etage hebben gedeeld in Madrid. Tijdens de viering van hun laatste nacht samen, vertellen ze elkaar de waarheid en nemen hun levens een onverwachte wending.

## Rolverdeling
- Pol Monen als Eze
- Jaime Lorente als Marcos
- Andrea Ros als Celeste
- María Pedraza als Marta